# Automeris malvacea
Automeris malvacea är en fjärilsart som beskrevs av Eugène Louis Bouvier 1930. Automeris malvacea ingår i släktet Automeris och familjen påfågelsspinnare. Inga underarter finns listade i Catalogue of Life.